# Gospođa koja nestaje (1938.)
Gospođa koja nestaje (eng. The Lady Vanishes) britanska je pustolovna triler komedija iz 1938. koju je režirao Alfred Hitchcock nakon velikog uspjeha njegovog prethodnog filma "39 stepenica". Radnja se zasniva na romanu "Kotač se okreće" kojeg je napisala Ethel Lina White. Glavne uloge tumače Margaret Lockwood, Michael Redgrave, Paul Lukas i Dame May Whitty.
Bio je to Hitchockov predzadnji film snimljen u Britaniji, prije nego što je otišao snimati filmove u Americi. Zbog razmjerno velikog komercijalnog uspjeha – nakon što mu prethodna tri filma nisu imala osobitog odjeka na blagajnama – Hitchcock je uspio dogovoriti povoljne uvjete za rad u Americi. Obrada filma, Gospođa koja nestaje, snimljen je 1979.

## Radnja
Bandrika, izmišljena država negdje u Srednjoj Europi. Zbog lavine, željeznički kolodvor je zatvoren i nekolicina putnika, većinom Britanaca, je prisiljeno prespavati u ofucanom hotelu. Među njima su: Iris, mlada žena na odmoru koja se sprijatelji sa staricom gđom. Froy, muzikolog Gilbert koji glazbom remeti mir i tišinu gostiju, ljubitelji kriketa Caldicott i Charters, te stanoviti Todhunter koji ima aferu s ljubavnicom. Idući dan, kolodvor je opet otvoren i putnici se veselo ukrcaju u vlak za Britaniju. Netko namjerno baci vezu cvijeća s balkona na gđu. Froy, no slučajno padne na Irisinu glavu koja je neko vrijeme ošamućena tijekom vožnje. Kako bi se oporavila, Iris zaspi u svojem kupeu. Kada se probudi, otkrije da gđa. Froy više nije s njom.
Pokuša ju pronaći, no nema je nigdje na vlaku. Stvari postaju samo još čudnije kada počne ispitivati putnike o gđi. Froy, no nitko se ne sjeća da je uopće bila na vlaku. Pozove Gilberta za savjet, no on također ne može potvrditi da je nestala gospođe uopće bila tu. U cijelu priču se uključi doktor Egon Hartz koji Iris počne uvjeravati da je gđa. Froy vjerojatno bila samo plod njene mašte. Iris počne i sama vjerovati da postaje luda, sve dok zajedno s Gilbertom ne naiđu na Froyjine naočale u jednom vagonu što prouzroči borbu s nepoznatim strancem koji uspije pobjeći. Na jednoj stanici, neki ljudi ukrcaju nepoznatog stranca u zavojima, pa Iris i Gilbert zaključe da se možda radi o onesvještenoj gđi. Froy. Ispostavi se da je to istina, jer je ta gospođa zapravo špijun, a Dr. Hartz tajni agent Bandrike koji ju želi potajno deportirati na ispitivanje. Mladi par uspije oslobditi gđu. Froy koja pobjegne kada se zaustavi vagon, no putnici i dalje ne vjeruju da su u opasnosti. Kada vojnici Bandrike počnu pucati na njih, Gilbert uspije ponovno pokrenuti vagon i prijeći granicu, odakle svi odlaze u Britaniju. Tamo nailaze na gđu. Froy koja se uspjela spasiti.

## Glume
- Margaret Lockwood - Iris Henderson
- Michael Redgrave - Gilbert
- Paul Lukas - Dr. Hartz
- Naunton Wayne - Caldicott
- Basil Radford - Charters
- Dame May Whitty – Gđa. Froy
- Cecil Parker - Todhunter
- Linden Travers – Todhunterova ljubavnica
- Mary Clare – Barunica

## Nagrade
- Osvojena Nagrade Udruge filmskih kritičara New Yorka (najbolji redatelj Alfred Hitchcock)

## Zanimljivosti
Alfred Hitchcock ima mali cameo na britanskoj željezničkoj stanici pred kraj filma, kao čovjek s crnim kaputom i cigaretom. Komični sporedni likovi Charters i Caldicott (glume ih Naunton Wayne i Basil Radford) postali su toliko popularni da su reprizirali svoje uloge u nekoliko kasnijih filmova kao što su „Noćni vlak za München“ i „Tajna misija“.

## Produkcija
Film se isprva trebao zvati  Izgubljena dama a trebao ga je režirati Roy William Neill po nalogu producenta Edwarda Blacka. Filmska ekipa otišla je u Jugoslaviju kako bi snimila krajolike za film, no kada je jugoslavenska policija slučajno otkrila da nisu prikazani u dobrom svjetlu u scenariju, izbacila ih je iz te zemlje, zbog čega je Black otkazao projekt. Godinu dana kasnije, Hitchcock nije znao naći pravu ideju kako bi ispunio ugovor po kojem mora režirati jedan film za Blacka, pa je prihvatio ponudu režirati „Izgubljenu damu“. Njegovi scenaristi malo su izmijenili početak i kraj, no scenarij nije puno mijenjan.
Film je sniman u studiju u Islingtonu i Shepherd's Bushu, lokaciji u Hampshireu, uključujući vojnu bazu Longmoor,

## Kritike
Jeffrey M. Anderson je filmu dao 4 od 4 zvijezde te zapisao:“Ovo je besprijekoran spoj paranoidne napetosti, ritma, tajminga pa čak i komedije…Vjerojatno najzanimljiviji detalj ovdje je način na koji Hitchcock upotrebljava komediju kako bi istodobno i smanjio i pojačao napetost. Dugačka borba u vagonu za prtljage odigrava se samo radi humora, ali također pojačava napetost. To je pravo remek-djelo, a njen uspjeh omogućio je Hitchcocku da stupi u Hollywood.“
Brian Webster je zapisao: „Iako je Hitchcock kasnije snimio i boljih filmova, ovaj postavlja standarde čiste zabave koji su usklađeni tek ponekad narednih desetljeća…Čak i ako gledate puno filmova, neće vam biti lako pronaći bolju kombinaciju komedije, romanse i misterije-trilera. Sva tri elementa jako dobro funkcioniraju. Prvih pola sata u filmu nema ničega osim komedije, i to je jako zabavno“.

## Vanjske poveznice
- Gospođa koja nestaje u internetskoj bazi filmova IMDb-a
- Gospođa koja nestaje na Rotten Tomatoes
- Esej Michaela Wilmingtona o filmu
- Esej Geoffreyja O'Briena o filmu
- Esej Robina Wooda o filmu